# Rodzina Sawickich
Rodzina Sawickich – polska rodzina, która podczas okupacji niemieckiej uratowała troje Żydów, za co została uhonorowana tytułami Sprawiedliwych wśród Narodów Świata. Dwoje członków rodziny zostało zamordowanych przez ukraińskich nacjonalistów.
Rodzina Sawickich składała się czterech osób: Emilii (ur. 1905), która w czasie II wojny światowej mieszkała wraz z synami Janem (ur. 1923), Kazimierzem (ur. 1925) i Nikodemem (ur. 1927) w Korolówce w powiecie borszczowskim województwa tarnopolskiego.
Podczas okupacji niemieckiej Sawiccy ukrywali w swoim gospodarstwie troje Żydów z Czortkowa - Renę Hausner oraz Polę i Leona Henenfeldów. Żydzi przebywali u Sawickich od wiosny 1943 do nadejścia Armii Czerwonej w czerwcu 1944 roku. 
W 1944 roku Kazimierz i Jan Sawiccy zostali powołani do Wojska Polskiego. Podczas ich nieobecności, w październiku 1944, doszło do napadu ukraińskich nacjonalistów na dom Sawickich w Korolówce, podczas którego zostali zamordowani Emilia i Nikodem Sawiccy. Według Instytutu Jad Waszem zostali oni spaleni żywcem; według Komańskiego i Siekierki udusili się czadem w schronie po tym, jak grupa Ukraińców podpaliła ich dom.

## Upamiętnienie
W 1985 roku Instytut Jad Waszem uhonorował Emilię, Nikodema, Jana i Kazimierza Sawickich Sprawiedliwych wśród Narodów Świata.